# Всесоюзный фестиваль телевизионных фильмов
Всесоюзный фестиваль телевизионных фильмов — проводившийся с 1966 года в СССР конкурс телевизионных фильмов. Достаточно часто используется сокращение названия фестиваля — Всесоюзный телефестиваль или соответствующая сокращённому названию аббревиатура ВТФ.
- I фестиваль состоялся в Киеве (1966)[1][3][4]
- II — в Москве (1967)[5]
- III — в Ленинграде (1969)[6]
- IV — в Минске (1971)[7]
- V — в Ташкенте (1973)[8]
- VI — в Тбилиси (1975)[2][9]
- VII — в Ленинграде (1977)[10]
- VIII — в Баку (1979)[10]
- IX — в Ереване (1981)[11]
- X — в Алма-Ате (1983)[12][13]
- XI — в Киеве (1985)[14][15]
- XII — в Минске (1987)[16]
- XIII — в Душанбе (1989)[17][18]
- XIV — в Саратове (1991)[19].

После распада СССР в Ростове-на-Дону (1993) проходил Открытый XV фестиваль телевизионных фильмов.

## Лауреаты

### I Всесоюзный фестиваль телевизионных фильмов (декабрь 1966)[21][22]
Фестиваль проводился 28 ноября — 10 декабря в Киеве в Октябрьском Дворце культуры.
На фестиваль представлено 87 картин — 29 художественных и 58 документальных телефильмов.
Проведение фестиваля было посвящено 50-летию Октября, он проходил под девизом «За искусство, утверждающее идеи коммунизма».
Председатель жюри — Н. Карцов, руководитель Главной редакции литературно-драматических программ ЦТ СССР, председатель оргкомитета фестиваля — Г. Иванов, зампредседателя Комитета по радиовещанию и телевидению при Совете Министров СССР.
Лауреаты по конкурсу художественных телефильмов:
- Большой приз фестиваля — многосерийному телефильму «Вызываем огонь на себя» киностудии «Мосфильм»
- Приз фестиваля — фильму «Праздники» Тбилисской студии телевидения
- Приз за лучшую режиссуру — В. Бунка, режиссёр музыкального фильма «6x6» Рижской студии телевидения
- Приз за лучшую операторскую работу — Антон Мутт, оператор телефильма «Суровый край» Таллинской студии телевидения
- Приз за лучшее исполнение мужской роли — актёру Николаю Крючкову за роль в телефильме «Гнёзда» ТО «Телефильм» киностудии «Мосфильм»
- Приз за лучший фильм для детей — «Три с половиной дня из жизни Ивана Семёнова, второклассника и второгодника» Пермской студии телевидения

Жюри отметило также исполнение роли адвоката Андерсона в фильме-спектакле Волгоградской студии телевидения «Процесс Ричарда Ваверли» народным артистом РСФСР В. Акимовым.
Жюри наградило подарком Володю Воробья за исполнение главной роли в фильме «Три с половиной дня из жизни Ивана Семёнова, второклассника и второгодника».
Диплом Союза кинематографистов СССР отмечен короткометражный фильм Ереванской студии телевидения «Последний бросок» режиссёра Вилена Захаряна
По конкурсу документальных телефильмов:
- Приз за лучший полнометражный документальный фильм — картине Ленинградской студии телевидения «Солдаты Отчизны»
- Приз за лучший короткометражный документальный фильм — картине Свердловской студии телевидения «Нурулла Базетов»;
- Приз за лучший телефильм-репортаж — картине Владивостокской студии телевидения «Дорога легла за экватор»

По конкурсу музыкальных программ:
- Приз телепостановке оперы С. Прокофьева «Игрок» режиссёра Юрия Богатыренко

### II Всесоюзный фестиваль телевизионных фильмов (декабрь 1967)
Проходил с 9 по 16 декабря в Москве, участвовали 62 телестудии и 9 киностудий, в конкурсе документальных фильмов представлены 62 ленты.
Были учреждены призы: три Больших приза фестиваля (лучшему художественному, документальному и цветному телефильму), и призы, учрежденные ВЦСПС, ЦК ВЛКСМ, Главным политуправлением Советской Армии и Военно-Морского Флота, «Известиями», «Советской культурой», «Литературной газетой» — всего 6 призов для художественных и 7 для документальных фильмов.
Лауреаты по конкурсу художественных телефильмов:
- Большой приз — трёхсерийному художественному телефильму «Майор Вихрь» производства ТО «Телефильм» киностудии «Мосфильм»
- приз за режиссуру — короткометражный художественный телефильм «Стена» производства Тбилисской студии телевидения
- приз за лучшую женскую роль — Александра Климова за роль в телефильме «Рядом с вами» производства «Беларусьфильм» по заказу Гостелерадио СССР
- приз Союза кинематографистов СССР — первому цветному фильму-ревю «Красное, синее, зелёное» производства ТО «Телефильм» киностудии «Мосфильм»
- приз «Литературной газеты» — фильму «Сказ о беркутчи» Алма-Атинской студии

Лауреаты по конкурсу документальных телефильмов:
- Большой приз — 51-серийному циклу «Летопись полувека» ТО Центрального телевидения
- приз жюри за лучший документальный фильм — фильму «Шинов и другие» Харьковской телестудии
- приз газеты «Советская культура» — документальный телефильм «Ленинградский балет» — «за фильм, утверждающий прекрасное в человеке»
- приз газеты «Известия» — фильму «Только земля и люди» Рижской студии телевидения
- приз ЦК ВЛКСМ — фильму «Солнце нарисовал я» Целиноградской телестудии
- приз Главпура — фильму «Командир бессмертного взвода» Кировской телестудии
- приз ВГИК — «Альфа и омега» Ленинградской телестудии режиссёра А. Габриловича
- приз за высокий профессионализм цветных съемок и удачное раскрытие темы — научно-популярному телефильму «Шедевры Эрмитажа» производства «Леннаучфильм»

Большой приз за выразительное цветовое решение — цветному телефильму «А кругом тундра» Норильской студии телевидения (режиссёр-оператор Ю. Ледин)

### III Всесоюзный фестиваль телевизионных фильмов (апрель 1969)
Фестиваль проходил с 10 по 18 апреля в Ленинграде.
В конкурсе участвовали 39 телестудий и 7 киностудий страны, представлено 78 картин.
Лауреаты по конкурсу художественных телефильмов:
- Большой приз получил телефильм «Операция „Трест“» (режиссер С. Колосов, оператор В. Железняков, Объединение «Телефильм» киностудии «Мосфильм»).
- Приз фестиваля — телефильм «Дорога домой» (режиссер Ю. Панич, оператор В. Виноградов, Ленинградское телевидение).
- Приз за операторскую работу — Антон Мутт (телефильм «Затемнённые окна». Эстонское телевидение).
- Диплом за творческий дебют режиссеру А. Артыкову и оператору У. Сапарову за телефильм «Двое в пустыне» (Ашхабадская студия телевидения).

По конкурсу документальных телефильмов:
- Большой приз получил фильм «Все мои сыновья» (режиссеры О. Гвасалия, А. Стефанович, операторы Н. Блажков, В. Бабенков, В. Виноградов, Ленинградское телевидение).

По конкурсу музыкальных фильмов:
- Фильм «Женихи» (режиссёр Р. Олексив[укр.], операторы Ю. Матера, В. Хотанов, Львовская студия телевидения).
- Фильм «Город и песня» (режиссёр Л. Менакер, оператор В. Ковзель, киностудия «Ленфильм»).

### IV Всесоюзный фестиваль телевизионных фильмов (октябрь 1971)
Проходил в октябре 1971 года в Минске, на нём было представлено 94 телевизионных фильма, в том числе 23 художественных.
Впервые вся конкурсная программа фестиваля транслировалась по телевидению.
Лауреатами фестиваля стали:
По конкурсу художественных фильмов:
- Большой приз — телефильму «Адъютант его превосходительства» производства ТО «Телефильм» киностудии «Мосфильм»
- Приз фестиваля от города Минска — телефильму «Был месяц май» — «за гуманизм, за идейность и высокое художественное мастерство в решении темы борьбы с фашизмом»
- Приз за лучшую режиссуру — Марлену Хуциеву за телефильм «Был месяц май»
- Приз телефильму «Секретарь парткома» — «за создание образа нашего современника»
- Приз — телефильму «Вся королевская рать» — «за художественно-реалистичный показ буржуазного образа жизни»
- Приз — телефильму «Кувшин» — «за лучшую короткометражную картину»
- Приз за актёрско-исполнительскую деятельность в советском телевидении — И. Л. Андроникову
- Приз Союза кинематографистов СССР — телефильму «Моя улица» — «за удачную разработку образов рабочей семьи»
- Приз Союза кинематографистов БССР — телефильму «Насыпь» — «за глубокую психологическую разработку темы народной партизанской борьбы в период Великой Отечественной войны»
- Приз ЦК ЛКСМБ — телефильму «Красный агитатор Трофим Глушков» — «за лучший телевизионный фильм о молодёжи»

По конкурсу телефильмов для детей:
- Приз пионерских газет «Пионер Белоруссии» и «Зорька» — короткометражному детскому телефильму «Дорога в Париж» производства Фрунзенского телевидения

По конкурсу документальных фильмов:
- Большой приз — фильму «Страницы» Саратовского комитета по телевидению и радиовещанию
- Приз жюри — фильму «Три спасибо в день» ТО «Экран» — «за мастерство и воплощение образа современника на экране»
- Приз Союза кинематографистов СССР — телефильму «Полтора часа до объятий» Приморского комитета по телевидению и радиовещанию, о встрече после путины флотилии «Советская Россия»

По конкурсу музыкальных фильмов Большой приз получил телефильм-концерт «Мотивы старого Тбилиси», призами отмечены фильмы «Мой голос для тебя» и «Совет да любовь», дипломами жюри отмечены фильмы-концерты «Геликон-69» и «Колхидская сюита».

### V Всесоюзный фестиваль телевизионных фильмов (сентябрь 1973)
Фестиваль проходил в городе Ташкент, лауреатами фестиваля стали:
По разделу художественных лент:
- Большой приз — художественному многосерийному телефильму «Тени исчезают в полдень» («Мосфильм»)
- Приз жюри — двухсерийному телефильму «Бумбараш» (Киностудия им. Довженко)
- Приз жюри — короткометражному телефильму «У самого синего моря» (Узбектелефильм)
- Приз жюри — телефильму «Приключения Лазаре» (Грузия-телефильм)
- Приз жюри — трёхсерийному телефильму «Моя жизнь» («Ленфильм»).
- Приз за мастерство актёрского перевоплощения — актёру И. Ильинскому за роль в телефильме «Эти разные, разные, разные лица…» (ТО «Экран»)
- Диплом детскому телефильму «Очкарик» (Киргизтелефильм) — «за лирический рассказ о становлении детского характера»
- Диплом короткометражному телефильму «Общая стена» («Грузия-фильм» по заказу ЦТ СССР) — «за разработку комедийной темы»
- Дипломы мультфильмам «Бурёнка из Маслёнкино» (Свердловская киностудия) и «Пять котов» (Телефильм-Рига)
- Приз Союза кинематографистов СССР — телефильму «Шок и Шер»

По разделу документальных лент:
- Большой приз — документальному фильму «Шахтёры» (ТО «Экран», реж. И. Беляев)
- Приз газеты «Советская культура» — короткометражному документальному телефильму «Урок гимнастики» (реж. Т. Шахвердиев)
- Приз Союза кинематографистов СССР — документальному телефильму «Белая дача» (реж. Э. Дмитриев)

По разделу музыкальных лент:
- Большой приз -музыкальный художественный фильм «Шашмаком» (Узбектелефильм)
- Призы жюри — телефильмам «Адажио» (Таджикфильм по заказу ЦТ СССР) и «От родных нив» (Белорусское телевидение).
- Диплом жюри — артистам балета В. Васильеву и Н. Касаткиной за телефильм-концерт «Хореографические новеллы» (ТО «Экран», реж. В. Граве)

### VI Всесоюзный фестиваль телевизионных фильмов (ноябрь 1975)
Фестиваль проходил в городе Тбилиси.
Большие призы завоевали художественный многосерийный телефильм «Как закалялась сталь» (Киностудия им. Довженко по заказу Гостелерадио СССР), документальная лента «Станкостроители» (Грузинское телевидение) м музыкальная лента "Дмитрий Шостакович (ТО «Экран»).

### VII Всесоюзный фестиваль телевизионных фильмов (сентябрь 1977)
Фестиваль проходил в Ленинграде, был посвящён 60-летию Великой Октябрьской социалистической революции.
Главный приз — документальному фильму «Ленинским путём» (ТО «Экран», режиссёр Е. Андриканис)
Лауреаты по разделу художественных фильмов:
- Большой приз — телефильму «Любовь Яровая» (Центральное телевидение СССР)
- Приз жюри — телефильму «Моё дело» («Мосфильм»)
- Приз жюри — многосерийному телефильму «Строговы» («Ленфильм»)
- Приз жюри — актёру Олегу Ефремову за роль в телефильме «Дни хирурга Мишкина» (ТО «Экран»)

Большой приз по разделу документальных фильмов — документальный цикл «Наша биография» (Центральное телевидение СССР)
Большой приз по разделу музыкальных фильмов — фильм-опера «Моя Кармен» (Ленинградское телевидение)

### VIII Всесоюзный фестиваль телевизионных фильмов (ноябрь 1979)
Фестиваль проходил в городе Баку.
Большой приз по разделу художественных телефильмов разделили многосерийный телефильм «Огненные дороги» (киностудия «Узбекфильм» по заказу Гостелерадио СССР) и трёхсерийный телефильм «Стратегия риска» (ТО «Экран»), Большие призы по разделу документалных и музыкальных фильмов получили документальная лента «Хураман» (Азербайджанское телевидение) и музыкальная картина «Жизнь Бетховена» (ТО "Экран).

### IX Всесоюзный фестиваль телевизионных фильмов (октябрь 1981)
Фестиваль проходил в октябре 1981 года в городе Ереван, местом проведения стал Дом молодёжи.
Лауреаты по конкурсу художественных телефильмов:
- Большой приз — семисерийный телефильм «Карл Маркс. Молодые годы» производства Киностудии им. М. Горького и ДЕФА режиссёра Л. Кулиджанова
- Приз фестиваля — телефильму «Мы, нижеподписавшиеся» производства ТО «Экран»
- Приз жюри — трёхсерийному телефильму «Рафферти»
- Приз за оригинальный творческий поиск — режиссёру Марку Захарову за телефильм «Тот самый Мюнхгаузен»
- Диплом фестиваля и приз газеты «Советская культура» — телефильму «Исторя одной любви»
- Приз за лучшую мужскую роль — В. Высоцкому (посмертно) за роль в телефильме «Место встречи изменить нельзя»
- Приз за лучшую женскую роль — В. Линне за роль в телефильме «Жаворонки»
- Приз Союза кинематографистов СССР — телефильму «Несерьёзный человек» Грузинской студии телефильмов

Зрительское жюри назвало лучшим телефильмом «Не стреляйте в белых лебедей»
В категории документального кино соревновались 53 фильма, лауреатами стали:
- Приз Союза кинематографистов СССР — документальному фильму «Паша + Ира =» из цикла «Семейный круг» Алексея Габриловича и Самария Зеликина
- Специальный приз жюри — многосерийному телефильму «Целина» производства Гостелерадио СССР.
- также призы получили фильмы «Восьмой директор» производства ТО «Экран», «Найти себя» Владивостокткой телестудии и другие.

В категории музыкальных фильмов участвовало 17 картин. Большой приз получил фильм «Рыцарь музыки» посвящённому Георгу Отсу, также призами отмечены моноопера «Человеческий голос» Литовского телевидения, «Ты взойди, солнце красное» Горьковского телевидения и «Я помню чудное мгновение» Ленинградского телевидения.
В категории детских фильмов сразу три награды получил фильм «Приключения Электроника», при этом Большой приз разделеили телефильм «Только остров не возьмёшь с собой» и мультфильм «Пластилиновая ворона».

### X Всесоюзный фестиваль телевизионных фильмов (1983)
Фестиваль проходил в городе Алма-Ата, лауреатами стали:
По конкурсу художественных фильмов:
- Большой приз — многосерийному телефильму «Вечный зов» киностудии «Мосфильм» по заказу Гостелерадио СССР
- Приз фестиваля — телефильму «Ещё до войны» производства Киностудии им. Довженко по заказу Гостелерадио СССР
- Приз за режиссуру — Иван Киасашвили за фильм «Привет с фронта» производства ТО «Экран»
- Приз жюри — телефильму «Её домбры был верен звук» Телевидения Казахской ССР
- Приз за лучшую мужскую роль — Анатолий Папанов, за роль в телефильме «Иван»
- Приз Союза кинематографистов СССР — «Ещё до войны» производства Киностудии им. Довженко по заказу Гостелерадио СССР
- Приз МВД Казахской ССР — многосерийному телефильму «Встреча у высоких снегов» киностудии «Узбекфильм» по заказу Гостелерадио СССР

По конкурсу документальных фильмов:
- Большой приз — телефильму «Егор Иванович» режиссёра Игоря Беляева производства ТО «Экран»
- Призы телефильмам «Учитель» Казахского телекомитета, «Всему начало» Белорусского кинокомитета, «Ладо» Украинского госкомитета и телефильму «Все твои дочери» Свердловской киностудии.
- Жюри критиков присудило свой диплом Владиславу Виноградову, режиссёру документального телефильма «Я возвращаю Ваш портрет»

По конкурсу фильмов для детей:
- Большой приз — телефильму «Шапка Мономаха» производства киностудии «Ленфильм» по заказу Гостелерадио СССР
- Призы жюри и премии — телефильмам «Звёздочка и куланенок» (Туркменфильм, режиссёр Хайыт Якубов) и «Эгле» (Литовское телевидение, режиссёр Я. Янулявичюте)

По конкурсу музыкальных телефильмов:
- Большой приз — телефильму-балету «Анюта»
- Почётный приз и диплом жюри — пианисту С. Рихтеру за творческое участие в цикле музыкальных телефильмов «Декабрьские вечера» производства ТО «Экран»

### XI Всесоюзный фестиваль телевизионных фильмов (сентябрь 1985)
Фестиваль проходил с 24 сентября по 1 октября в городе Киев, местом проведения стал киевский Дом кино.
В конкурсе участвовали 138 фильмов, более 50 из которых — документальные.
Лауреаты по конкурсу художественных фильмов:
- Большой приз — «Хозяйка детского дома» производства ЦТ СССР
- Приз фестиваля — пятисерийному телефильму «Грядущему веку» производства киностудии «Ленфильм»
- Приз жюри — трёхсерийному телефильму «Неизвестный солдат»
- Приз за лучшую режиссуру — Марк Захаров за фильм «Формула любви»
- Приз за лучшую мужскую роль — Богдан Ступка за роль в фильме «Украденное счастье»
- Приз за лучшую женскую роль — Татьяна Шестакова за роль в фильме «Ненаглядный мой»
- Приз газеты « Советская культура» — телефильму «Песнь о любви» Киргизской телестудии режиссёра Д. Садырбаева

По конкурсу документальных фильмов:
- Большой приз — телефильму «Эта „тихая“ жизнь в Глубоком» Белорусского телерадиокомитета
- Специальный приз оргкомитета фестиваля — многосерийному художественно-публицистический циклу «Стратегия Победы» производства ТО «Экран»
- Приз фестиваля — телефильму «К рабочим Европы и Америки» режиссёра В. Георгиенко, производства Госкомитета Украинской ССР по телевидению и радиовещанию
- Приз Союза кинематографистов СССР — телефильму «Колыбельная с куклой» о певице Е. Сапоговой

По конкурсу работ для детей:
- Большой приз — духсерийному телефильму «Рыжий, честный, влюблённый» производства ТО «Телефильм»
- Приз жюри фестиваля — эстонскому телефильму «Карлуша»
- Приз детского жюри — телефильму «Каникулы Петрова и Васечкина, обыкновенные и невероятные»

По конкурсу музыкальных программ призов удостоены фильм-опера «Ануш» и фильм-концерт «Квартет» производства Армянского телерадиокомитета.

### XII Всесоюзный фестиваль телевизионных фильмов (1987)
Фестиваль проходил с 7 по 20 сентября 1987 года в Минске, местом проведения стал Минский театр оперы и балета и республиканский Дом кинематографистов.
По разделу фильмов Большой приз не присуждался, второй приз разделили телефильм «Свидетель» и «Михайло Ломоносов», который также получил приз зрительских симпатий.
По разделу детских картин Большой приз получил мультипликационный фильм «Остров Сокровищ», а Приз жюри — телефильм «В поисках капитана Гранта».
По разделу документальных фильмов Большого приза удостоен телефильм «Здесь был Крылов» (режиссер Ю. Хащеватский), приза жюри — «Шофёрская баллада» (режиссёр В. Соломин), специальные призы документальным телефильмам «Чернобыль: Два цвета времени» и «Архангельский мужик».
Приз прессы получил двухсерийный телефильм «Дороги Анны Фирлинг», Специальный приз Союза кинематографистов СССР — актёр Олег Даль (посмертно).
Приз за лучшую мужскую роль в телевизионном фильме «Житие Дон Кихота и Санчо» получил Кахи Кавсадзе.